# Ковачова, Эмилия
Эмилия Ковачева (словац. Emília Kováčová; 8 февраля 1931, Братислава — 31 декабря 2020, там же) — супруга президента Словакии Михала Ковача. Первая леди Словакии (2 марта 1993 — 2 марта 1998), педагог, профессор Экономического университета в Братиславе.

## Биография
Окончила Экономический университет в Братиславе. По специальности — экономист. В 1966—1967 годах работала заведующей кафедрой социального развития и труда экономического факультета альма матер. Занималась академической карьерой 35 лет. Продолжала преподавать экономику во время своего пребывания в должности первой леди, а также после ухода с должности в 1998 году.
Во время учёбы в университете познакомилась с Михалом Ковачем, за которого вышла замуж 15 июня 1956 года.
После распада ЧССР в 1993 году Эмилия Ковачева стала 1-й первой леди в истории Словакии. Создала и учредила протоколы для нового офиса первой леди.
Кроме протокольных обязанностей, занималась благотворительностью, опекала людей с ограниченными возможностями, сотрудничала с Красным Крестом, имела собственный фонд, целью которого была поддержка благотворительности, облегчение жизни социально незащищённых граждан и повышение уровня образования молодого поколения Словакии.
Член словацкой партии «Движение за демократию».
В браке имела двоих детей, сыновей Михала и Юрая.